# Pohlia wilsonii
Pohlia wilsonii là một loài Rêu trong họ Bryaceae. Loài này được (Mitt.) Ochyra mô tả khoa học đầu tiên năm 2008.